# Rem Maculae
Rem Maculae è una formazione geologica presente sulla superficie di Tritone, il principale satellite naturale di Nettuno; il suo nome deriva da quello di un pesce che, secondo la mitologia egizia, piangeva lacrime in grado di fertilizzare la terra.